# Zebrina
Zebrina is een geslacht van weekdieren uit de  familie van de Enidae.

## Soorten
- Zebrina detrita (Müller, 1774)
- Zebrina fasciolata (Olivier, 1801)
- Zebrina kindermanni (L. Pfeiffer, 1853)
- Zebrina varnensis (L. Pfeiffer, 1847)